# Psammokalliapseudes granulosus
Psammokalliapseudes granulosus is een naaldkreeftjessoort uit de familie van de Kalliapseudidae. De wetenschappelijke naam van de soort is voor het eerst geldig gepubliceerd in 1973 door Silva Brum.